# Хомбедза
Хомбе́дза (англ. Khombedza) — традиційна громада у складі дистрикту Саліма Центрального регіону Малаві.
Населення — 95391 особа (2018).